# Byssoporia
Byssoporia is een monotypisch geslacht van schimmels behorend tot de familie Albatrellaceae. Het bevat alleen  de soort Byssoporia terrestris.